# 徳島県鳴門総合運動公園野球場
徳島県鳴門総合運動公園野球場（とくしまけんなるとそうごううんどうこうえんやきゅうじょう）は、徳島県鳴門市撫養町立岩の徳島県鳴門総合運動公園（鳴門・大塚スポーツパーク）内にある野球場。施設は徳島県が所有し、徳島県スポーツ振興財団が指定管理者として運営管理を行っている。
なお、東京都千代田区に本社を置く大塚製薬が命名権を取得しており、2007年5月12日から「オロナミンC球場」（オロナミンシーきゅうじょう）の呼称を用いている。命名権に関する詳細は、徳島県鳴門総合運動公園#命名権を参照。

## 歴史・概要
1973年完成。1974年に照明設備が追加設置され、1993年に東四国国体（国民体育大会）の開催に備えて改修工事が施された。プロ野球では1970～80年代に南海ホークス主催の公式戦、また日本ハム本社の創業が徳島県という縁から、1976年から1981年までは日本ハムファイターズの春季キャンプが開催されていた。
2005年シーズンからは独立リーグ・四国アイランドリーグplusに参加する徳島インディゴソックスのホームスタジアムとして使用されてきた。2008年と2009年シーズンは主催試合の多くが徳島県南部健康運動公園野球場（アグリあなんスタジアム）となり、当球場での試合はそれぞれ3試合、7試合にとどまった。2010年は開催球場の見直しに伴い、10試合が開催される予定であったが、雨天による振替等により最終的には9試合がおこなわれた。2011年は7試合、2012年は5試合であった。2013年には10試合を開催したほか、年間総合優勝を決めるリーグチャンピオンシップ（第3戦）がおこなわれ、勝利した徳島が優勝を達成している。2019年には初めてグランドチャンピオンシップの会場となり、2試合がおこなわれた。
開場から50年が経過し施設の老朽化が進んだことから2023年秋に改修工事に着手。内野席を2階建てにし、バックネット裏の2階席に屋根を新設。外野席には大型モニターを設置。収容人数はプロ野球公式戦の開催を見据え20,000人に拡張。2026年度中の完成を目指す。

## プロ野球オープン戦開催実績
- 1974年3月21日 阪神タイガース 7-10 太平洋クラブライオンズ
- 1988年3月8日 阪神タイガース 3-11 日本ハムファイターズ
- 1992年3月25日 阪神タイガース 2-0 オリックス・ブルーウェーブ
- 2005年3月3日 阪神タイガース 13-3 西武ライオンズ
- 2013年3月5日 阪神タイガース 13-5 中日ドラゴンズ 観衆:6,823人

## プロ野球公式戦開催実績
- 1975年5月18日 日本ハムファイターズ 8-3 阪急ブレーブス（ダブルヘッダー第1試合） 観衆:14,000人
- 1975年5月18日 日本ハムファイターズ 3-4 阪急ブレーブス（ダブルヘッダー第2試合） 観衆:13,500人

## 主なエピソード
- 阪神タイガースの低迷期に日本ハムファイターズとのオープン戦が開催された際には、折からの強風でスコアボードのチーム名が書かれたボードが落下したことがある。この時には「日本ハム」のボードが落下してその下に現れたのが「小松島西」で、しかも阪神が大量リードを許していたため、「阪神は高校野球よりも弱いのか」と皮肉るファンもいたという。
- 前述の通り日本ハムファイターズが同球場で春季キャンプを行っていた当時、フジテレビアナウンサーでプロ野球ニュースのMCになって間もなかった中井美穂（現・フリーアナウンサー）が取材に訪れ、当時の同球団常務の大沢啓二が元監督であるという事を知らずに「あの方は球団常務さんでありながらトレーニングウエアを着て張り切っていらっしゃいますね」とリポートをした後で元監督である事実を知り、絶句していた。
- 日本プロサッカーリーグ（Jリーグ）に加盟する徳島ヴォルティスの本拠地・徳島県鳴門総合運動公園陸上競技場（鳴門・大塚スポーツパークポカリスエットスタジアム）が近くにあるためヴォルティスとインディゴソックスのホームゲームが開催された時には、応援を掛け持ちするファンもいる。最近の事例では2009年8月1日の四国ダービー（愛媛FC戦）の開催日の昼間に徳島対香川の試合が組まれ、インディゴソックス戦入場者はヴォルティス戦チケットが割引になるサービスが行なわれた（ただし、インディゴソックス戦は雨のためノーゲーム）。

## 施設概要
- グラウンド面積：13,387m2
- 両翼99.1m、中堅：122m
  - 2005年の改修時に拡張。改修前は両翼92m、中堅120m
- 内野：土、外野：天然芝
- 照明設備：6基
- スコアボード：磁気反転式
- 収容人員：18,600人（内野：座席12,000人、外野：芝生席6,600人）

## ギャラリー

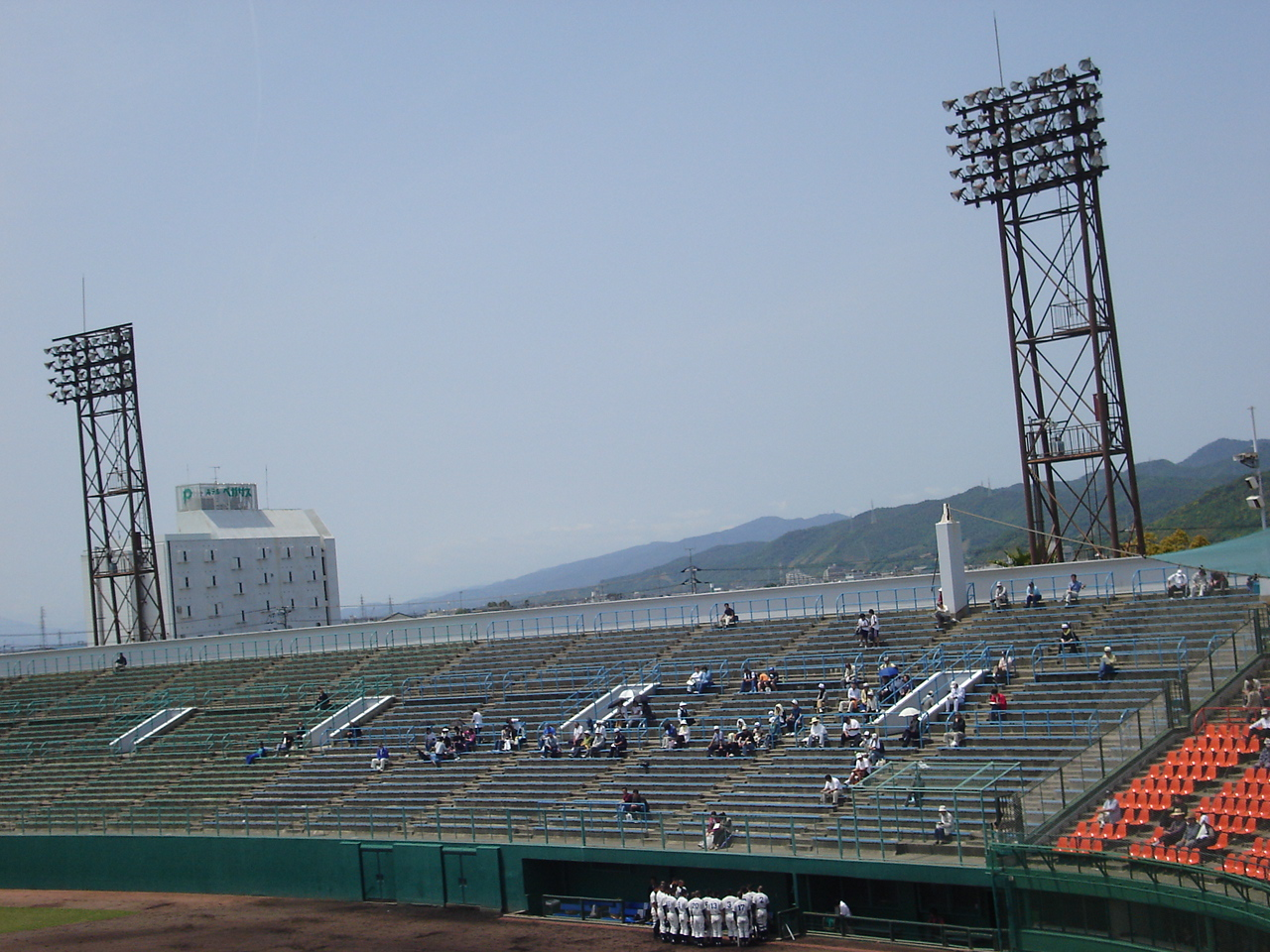
内野スタンド
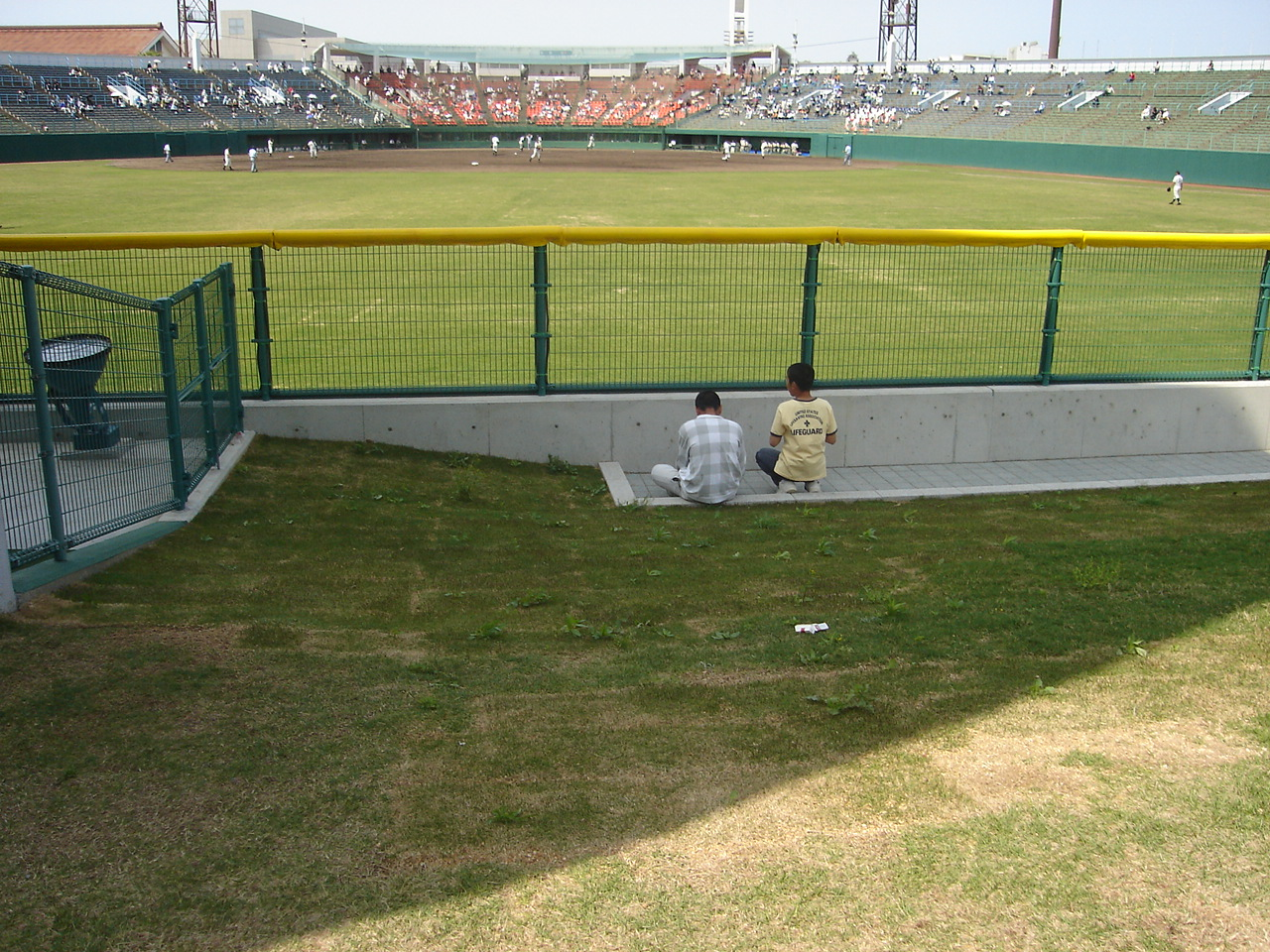
外野から